# 明和薬品 (大阪府)
明和薬品株式会社（めいわやくひん）は、かつて大阪府豊中市に本社を置いていた、医薬品卸業を中心とする企業であった。現在は共創未来グループの一社「東邦薬品」である。
田辺製薬の子会社「田辺峯崎株式会社（旧・峯崎薬品）」を前身として発足している。

## 概要（最終）
- 本社所在地 - 大阪府豊中市東泉ヶ丘2-4-1
- 1970年（昭和45年）4月1日 - 「栄和薬品株式会社」と「田辺峯崎株式会社」と合併し「明和薬品株式会社」設立
- 1983年（昭和58年）9月 - 「栄一薬品株式会社」と合併し「エーメイ株式会社」と商号変更
- 代表取締役　井田文四郎
- 資本金　8,000万円

## 営業所
- 寝屋川営業所・大阪府寝屋川市石津元町14-25
- 柏原出張所・大阪府柏原市国分本町1-8-11

## 大株主
- 田辺製薬50％
- 田辺峯崎27.5％
- 古賀照子7.5％
- 片岡敬太郎5.625％
- 片岡嘉太郎5.625％
- 古賀善太郎3.75％

## 主な取引メーカー
- 田辺製薬（現:田辺三菱製薬）
- 東京田辺製薬（現:田辺三菱製薬）
- キッセイ薬品工業
- 日本新薬
- 日本化薬
- 鳥居薬品
- 参天製薬
- 科研薬化（現:科研製薬）
- カネボウ薬品（現:クラシエ薬品）
- 東洋醸造（現:旭化成ファーマ）
- 大鵬薬品工業
- 科研化学（現:科研製薬）
- 大塚製薬
- 丸石製薬